# Nathanael Dilger

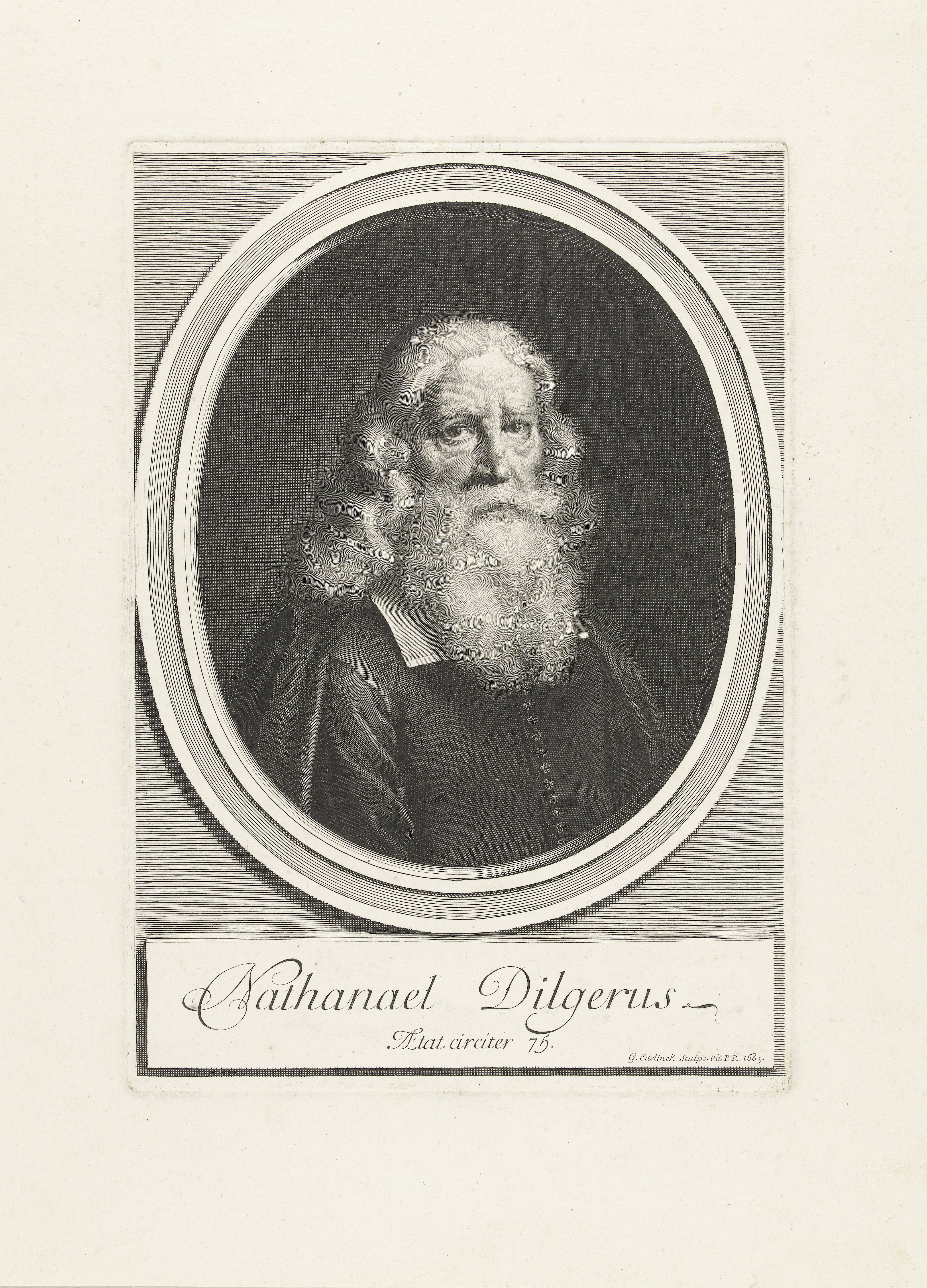
Nathanael Dilger

Nathanael Dilger (* 5. September 1604 in Danzig; † 31. März 1679 ebenda) war ein deutscher lutherischer Theologe.

## Leben
Nathanael Dilger war ein Sohn des Danziger Predigers Daniel Dilger. Er studierte ab 1619 an der Universität Königsberg sowie – nach einer Studienreise durch Dänemark, Holland, England und Frankreich – an der Universität Straßburg.
1630 wurde er Hofprediger des Grafen Johann Jacob von Rappoltstein in Rappoltsweiler (Elsass). Seine an Johann Arndt orientierte Frömmigkeit blieb am Rappoltsteiner Hof lebendig und beeinflusste den jungen Philipp Jakob Spener.
1637 kehrte Dilger nach Danzig zurück und half seinem Vater. 1638 wurde er sein Nachfolger als Prediger an der Danziger Marienkirche. 1672 wurde er zum ersten Pfarrer und Senior des Ministeriums ernannt.
In Danzig trat er vor allem mit Streitschriften im Geiste der lutherischen Orthodoxie hervor, u. a. gegen die „Synkretisten“.

## Schriften (Auswahl)
- Nothwendige und richtige Antwort Auff das jenige so H. Joh. Caesar, Reformireter Prediger in seiner Endlichen Rettung wieder dessen im Jahr 1645 ... gehaltene Predigt vom H. Abendmahl herfür gebracht. Danzig 1647.
- Copia eines Send-Schreibens, darinn die Frage erörtert wird, ob Evangelische Stände der Augspurgischen Confession zugethan, in Hoffnung die Religion zu befordern, von ihrem Herrn abfallen ... sollen. 1657.